# Pseudoeurycea nigromaculata
Pseudoeurycea nigromaculata és una espècie d'amfibi urodel (salamandres) de la família Plethodontidae. És endèmica de Mèxic.
El seu hàbitat natural són els montans humits. Està amenaçada d'extinció a causa de la destrucció del seu hàbitat.